# 一宮線
一宮線（日语：／）是連接愛知縣岩倉市岩倉站至同縣一宮市東一宮站之間的名古屋鐵道（名鐵）鐵道路線，現時已經廢除。
在1941年前，一宮線的區間是包含名古屋市內柳橋站至枇杷島橋站（現時：枇杷島分岔點）之間，以及從枇杷島分岔點至岩倉站之間兩段。隨著新名古屋站（現時：名鐵名古屋站）啟用，前者區間於同日被廢除，後者於同日編入至犬山線。

## 路線資料
※資料截至路線廢除前一刻
- 路線距離（營業距離）：7.1公里
- 軌距：1067毫米
- 車站數目：7座（包括起終點站）
- 雙線區間：沒有（全線單線）
- 電氣化區間：全線（直流1500V）

## 歷史

### 從開業至名岐線開業前
一宮線最初是由名鐵前身名古屋電氣鐵道（名電）建設與營運，為名電初期開業的路線。
名古屋鐵道（名鐵）前身其中一間公司是名古屋電氣鐵道。該公司原本主要經營名古屋市內的路面電車（市電）。後來，由於名電看到美國開始發展城際電車。因此便於尾張西北部地區建設（統稱為）「郡部線」，這些路線變為現時名鐵各個地方路線。而當中首個「郡部線」是從名古屋市邊緣的押切町站作為起點，途經岩倉連接一宮，該鐵路線名為一宮線。
當初，由於名古屋本線還未啟用，因此一宮線成為了連接名古屋至一宮之間的鐵路線。
自1910年押切町至枇杷島之間開通後，開始多次延長路線。在1913年路線延長至東一宮站，全線開通。當時全線為雙線。在那時候，一宮線是名古屋電氣鐵道之中最重要的路線。在同一區間中，設有與一宮線並行的東海道本線（名古屋至尾張一宮），雖然一宮線的距離較長，但是由於班次較多，因此仍然有較多乘客使用一宮線。

### 名岐線開業後
在1928年，名岐線（現時：名古屋本線）枇杷島橋至新一宮（後來名為名鐵一宮）之間開業。由於名岐線在名古屋至一宮之間的距離較一宮線短，因此名岐線變為了本線，一宮線岩倉至東一宮之間開始衰落。在1935年，名岐之間全線開通，使特急與急行列車開始加密班次，名岐線進一步繼續發展。
在1941年，一宮線柳橋至枇杷島橋之間被廢除，枇杷島橋至岩倉之間編入犬山線。使一宮線只剩下岩倉至東一宮之間一小段。
雖然如此，由於剩下的路段是一條連接尾張北部地區的鐵路線，因此仍然有一定的需要。長久以來，一宮線設有急行和普通列車直通至犬山線，擔負起橫越尾張北部鐵路服務的使命。另外，在第二次世界大戰期間，中於需要被徵用物資，一宮線被指定為不要不急線，使一宮線在戰時變為單線。
在戰後，隨著機動化發展，加上積極地把支線鐵路改為巴士服務，以及建設國道22號名岐繞道。在繞道與鐵路之間的相交點，需要進行決定，把鐵路高架化還是廢線。最終，一宮線在1965年4月25日廢除，變為巴士服務。
在廢除區間中，岩倉至花岡町之間變為了道路（岩倉至淺野羽根路口之間為愛知縣道149號淺野羽根岩倉線，淺野羽根路口至花岡町之間為一宮市道），其餘區間變為私人土地。替代巴士行走在縣道區間上，當中於羽根和元小山兩站遺址處設有同名巴士站。
在愛知縣道63號名古屋江南線（通稱名草線）與鐵路線相交處設有名草線岩倉跨線橋（雙線雙程行車）。在一宮線廢線後至2017年前一直存在，這個期間活用了跨線線，成為了立體交匯處。後來隨著名草線擴寬，該相交處變為平面路口。

### 年表
- 1910年（明治43年）5月6日 名古屋電氣鐵道枇杷島線押切町至枇杷島之間開通。當時該路線是在軌道條例（日语：軌道条例）之下建設的軌道線
- 1912年（明治45年）3月29日 該路線變為在輕便鐵道法（日语：軽便鉄道法）之下的鐵路線[4]
- 1912年（大正元年）8月6日 枇杷島至枇杷島橋（現時：枇杷島分岔點）至岩倉至西印田之間開通[5]
- 1913年（大正2年）1月25日 西印田至東一宮之間開通。西印田站除廢除[6]
- 1913年（大正2年）3月27日 通知把小山站改名為元小山站[7]
- 1921年（大正10年）7月1日 名古屋電氣鐵道的路線轉讓給名古屋鐵道。
- 1930年（昭和5年）1月25日 花岡町站啟用。
- 1941年（昭和16年）8月12日 一宮線柳橋至枇杷島橋之間廢除[8]。枇杷島橋至新鵜沼之間編入至犬山線。使一宮線的區間剩下岩倉至東一宮之間。
- 1944年（昭和19年） 羽根站和印田站暫停營業。
- 1946年（昭和21年）9月15日 羽根站重開。
- 1948年（昭和23年）5月12日 架空電纜電壓由600伏特增至1500伏特。
- 1954年（昭和29年）1月1日 印田站重開。
- 1965年（昭和40年）4月25日 一宮線（岩倉至東一宮）全線廢除。

## 車站列表
- 以下車站列表取自廢除前一刻（參考今尾 (2008)）
- 所有車站位於愛知縣內。

範例
軌道 … ｜：單線路段 ◇：單線路段的可交會車站
| 中文站名 | 日文站名 | 英文站名           | 站間距離 | 營業距離 | 接續路線                                                  | 軌道 | 所在地 |
| -------- | -------- | ------------------ | -------- | -------- | --------------------------------------------------------- | ---- | ------ |
| 岩倉     | 岩倉     | Iwakura            | -        | 0.0      | 名古屋鐵道：犬山線（現存）、岩倉支線（1964年4月26日廢除） | ◇    | 岩倉市 |
| 元小山   | 元小山   | Moto-Oyama         | 2.3      | 2.3      |                                                           | ｜   | 一宮市 |
| 羽根     | 羽根     | Hane               | 1.1      | 3.4      |                                                           | ｜   | 一宮市 |
| 淺野     | 浅野     | Asano              | 1.1      | 4.5      |                                                           | ◇    | 一宮市 |
| 印田     | 印田     | Inden              | 1.5      | 6.0      |                                                           | ｜   | 一宮市 |
| 花岡町   | 花岡町   | Hanaokachō         | 0.5      | 6.5      |                                                           | ｜   | 一宮市 |
| 東一宮   | 東一宮   | Higashi-Ichinomiya | 0.6      | 7.1      |                                                           | ｜   | 一宮市 |

## 注腳
1. ↑  岩倉こ線橋-さようなら-田んぼの真ん中にポツン、なぜ?来月にも撤去、交差点に／愛知 （页面存档备份，存于）（日語） 毎日新聞（2017年11月25日）2017年11月25日參閱
2. ↑  神田功 「一宮線の廃線跡を辿る」，《鐵道畫刊 No.624 1996年7月增刊號》，p.171、電氣車研究會，1996年
3. ↑  岩倉こ線橋：撤去進む謎の橋　田んぼの中ポツン　愛知 （页面存档备份，存于）（日語） - 毎日新聞、2017年11月25日
4. ↑  「軽便鉄道指定」《官報》1912年3月29日（日語）（國立國會圖書館數碼化收藏）
5. ↑  「軽便鉄道運輸開始並停車場名称、哩程変更」《官報》1912年9月11日（國立國會圖書館數碼化收藏）
6. ↑  「軽便鉄道運輸開始」《官報》1913年2月6日（國立國會圖書館數碼化收藏）
7. ↑  「軽便鉄道駅名改称」《官報》1913年4月4日（國立國會圖書館數碼化收藏）
8. ↑  1942年1月13日 運輸営業廃止許可（柳橋-枇杷島橋間）「地方鉄道運輸営業廃止」《官報》1942年1月19日（國立國會圖書館數碼化收藏）

## 外部連結
- 一宮線路線地圖 （页面存档备份，存于）（日語）